# Rejon ordyński
Rejon ordyński (ros Ордынский район) – rejon będący jednostką podziału administracyjnego rosyjskiego obwodu nowosybirskiego.

## Historia
Pierwsze wzmianki o wsi Ordynskoje i o napływie rosyjskojęzycznej ludności na ziemie dzisiejszego rejonu ordyńskiego pochodzą z 1721 roku. Od końca XVIII wieku i przez cały wiek XIX na te tereny napływają osadnicy z centralnych i zachodnich guberni Imperium Rosyjskiego. Administracyjnie ziemie te podlegały pod zarząd guberni tomskiej, a na przełomie XIX i XX wieku wieś Ordynskoje i otaczające ją ziemie uchodziły za najbogatsze w całej guberni. Ludność zajmowała się głównie rolnictwem i hodowlą zwierząt. Wytwarzano tu także wozy oraz inne pojazdy i wagony, a także zajmowano się kowalstwem. W 1917 roku centrum tych ziem liczyło 5 tysięcy mieszkańców, a zabudowa składała się głównie z jednopiętrowych drewnianych domów. W 1918 roku powstał pierwszy szpital w regionie. W okresie rosyjskiej wojny domowej ziemie te zajmują początkowa wojska wierne rządowi, na którego czele stał admirał Aleksandr Kołczak, a następnie przechodzą w ręce bolszewików. Władza sowiecka oficjalnie ustanawia rejon ordyński 25 maja 1925 roku. Jego granice będą w kolejnych dziesięcioleciach, w następstwie następujących reform sowieckiego podziału administracyjnego, wielokrotnie się zmieniać. Od 1937 roku przynależy oficjalnie do obwodu nowosybirskiego. W 1934 roku zaczyna ukazywać się rejonowa gazeta, a w 1936 roku otwarto rejonową bibliotekę. W latach trzydziestych XX wieku rejon ordyński przechodzi przez politykę forsownej stalinowskiej kolektywizacji. W latach pięćdziesiątych rozpoczęto przygotowania do przesiedlenia ludności z Ordynskoje i innych osiedli rejonu, z uwagi na stworzenie Zbiornika Nowosybirskiego. Ostatecznie proces zalania ziem i transfery ludności został przeprowadzony w 1956 roku, a data ta jest określana jako nowy "rok narodzin" Ordynskoje, a zarazem całego tego obszaru. Zalanie sporego obszaru rejonu spowodowało utratę wielu pól uprawnych oraz lasów. W 1986 roku otwarto rejonowe muzeum oraz galerię sztuki.

## Charakterystyka
Rejon ordyński położony jest w południowej części obwodu nowosybirskiego w odległości 105 kilometrów od jego stolicy, Nowosybirska. Przez jego teren przebiega trasa z Nowosybirska do Pawłodaru. Rejon podzielony jest na dwie części przez Zbiornik Nowosybirski. Część rejonu dostępna jest latem jedynie przez połączenie promowe, a zimą poprzez drogę wytyczoną na zamarzniętej tafli zbiornika. W lasach żyją stada łosi, a same tereny są bogate w zasoby wodne, przecina je 16 mniejszych lub większych rzek. Rejon posiada także zasoby naturalne, głównie gliny i wapienia, ale także tytanitu i cyrkonu. W gospodarce rejonu ordyńskiego dominuje głównie rolnictwo. Tereny pod uprawę zajmują 54% całości terytorium rejonu. Sektor rolniczy pracę znajduje ponad 20% całości zatrudnionych mieszkańców rejonu. W 2010 roku wartość wyprodukowanych towarów na ziemi ordyńskiej wyniosło 2,3 miliardy rubli. W tym samym roku zebrano 185 500 ton różnych zbóż, a ważnym elementem sektora rolniczego jest także produkcja mięsa i mleka. Przemysł regionu skupia się głównie na przetwórstwie produktów żywnościowych, a także obróbce materiałów drzewnych. Zdecydowanie dominuje przetwórstwo, które stanowi aż 72,2% całości produkcji. 11,4% skupia przemysł drzewny, a pozostałe 16,4% pozostałe dziedziny. W 2010 roku w gospodarkę rejonu ordyńskiego zainwestowano łącznie 445,8 milionów rubli. Łącznie na terenie rejonu działają 43 zakłady przemysłowe różnego typu.
Łączna długość dróg w regionie wynosi 637,5 kilometrów, jednakże jedynie 32% z nich to drogi o utwardzonej nawierzchni. Działają tu 32 publiczne szkoły różnego szczebla, 40 różnych klubów kulturalnych oraz 29 oddziałów bibliotecznych. Opiekę zdrowotną zapewniają 2 szpitale rejonowe oraz 9 mniejszych klinik medycznych różnego typu. Według danych federalnych liczba mieszkańców w 2010 roku wyniosła 39 100. Nie jest to duży spadek, gdyż w 1998 roku na tym terenie żyło 40 500 ludzi. W przekroju narodowościowym dominują Rosjanie, którzy stanowią 93% całości populacji. Pozostałe 7% składa się z Ukraińców, Niemców, Kazachów i reprezentantów innych narodów. Władze przewidują, że liczba ludności nie będzie drastycznie się zmieniać. W 2015 roku populacja ma wynieść około 39 800 ludzi, a w 2020 roku ma nieznacznie wzrosnąć do poziomu 41 tysięcy mieszkańców. Przeciętna średnia pensja na terenie rejonu ordyńskiego w 2009 roku wyniosła 11 101 rubli.